# Валлийский кролик
Валлийский кролик, Уэльский кролик (англ. Welsh rabbit), или Валлийский раритет (англ. Welsh rarebit), также Гренки по-валлийски — валлийское блюдо, гренки или ломтики поджаренного хлеба с расплавленным сырным соусом. Первоначальное название блюда XVIII века было шутливым (Welsh rabbit, «валлийский кролик»), позже было переосмыслено как «rarebit», так как блюдо не содержит кролика. Существуют варианты названия и блюда: English rabbit, Scotch rabbit, buck rabbit, golden buck, и blushing bunny.
Хотя нет убедительных доказательств того, что это блюдо возникло в валлийской кухне, его иногда отождествляют с валлийским caws pobi, «запечённым сыром», задокументированным в 1500-х годах.

## Соус
Согласно некоторым рецептам, процесс приготовления блюда представляет собой простое плавление тёртого сыра на тосте. Есть вариации с соусом из сыра, эля, горчицы с приправой кайенским перцем или паприкой. Иногда добавляются молоко, вино или вустерский соус. Соус может также содержать сыр и горчицу в соусе бешамель.

## Варианты

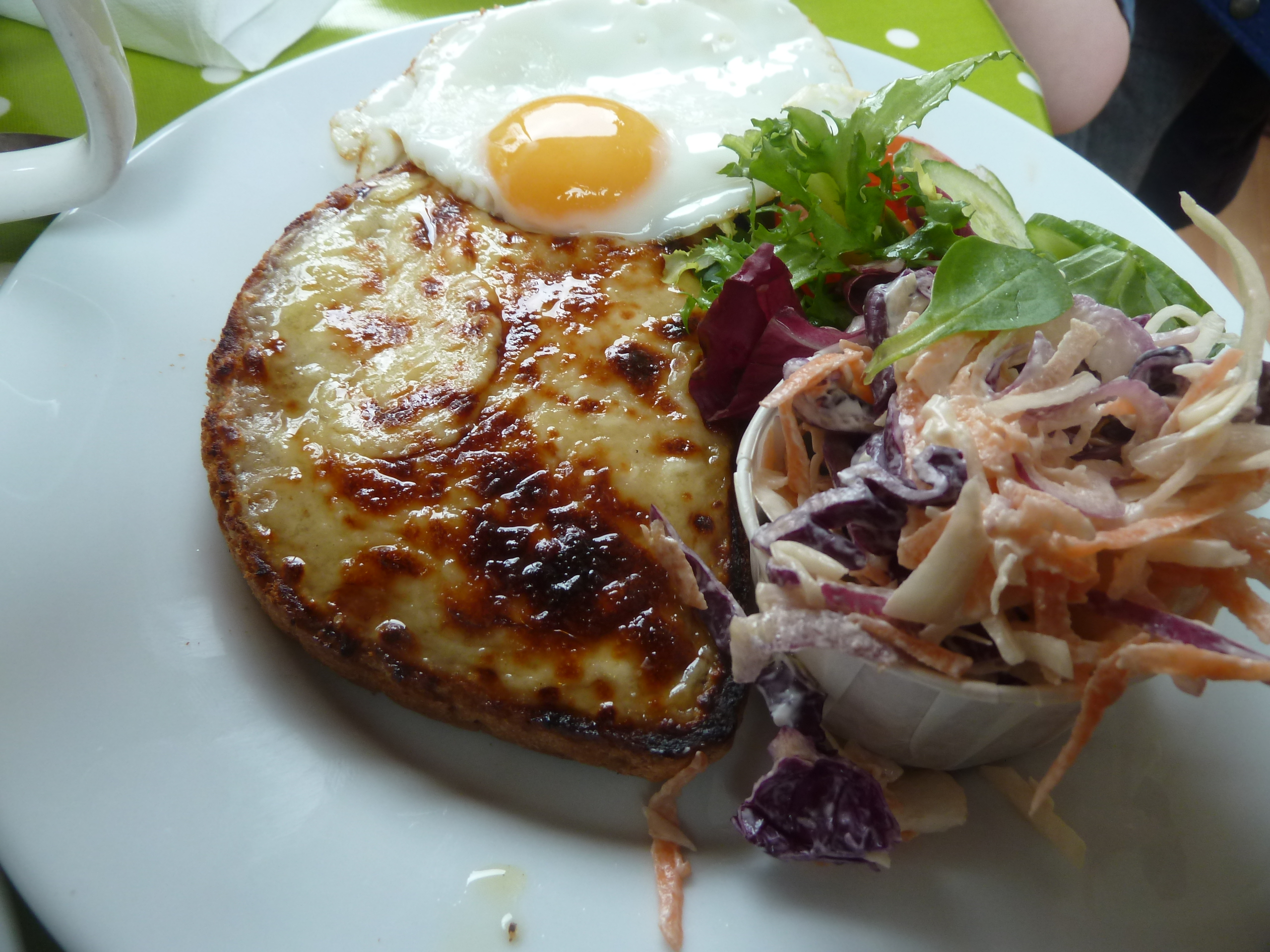
Валлийский кролик с яйцом

Ханна Гласс в своей кулинарной книге 1747 года «Искусство кулинарии» приводит рецепты «Scotch rabbit», «Welsh rabbit» и две версии «English rabbit».
Чтобы сделать шотландского кролика, очень хорошо поджарьте кусок хлеба с обеих сторон, смажьте его маслом, отрежьте ломтик сыра размером примерно с хлеб, поджарьте его с обеих сторон и положите на хлеб.
Чтобы сделать уэльского кролика, поджарьте хлеб с обеих сторон, затем поджарьте сыр с одной стороны, положите его на тост и подрумяньте с другой стороны горячим утюгом. Можно натереть горчицей.
Чтобы сделать английского кролика, поджарьте ломтик хлеба с обеих сторон, положите его в тарелку перед огнём, налейте на него стакан красного вина и дайте ему впитаться; затем очень тонко нарежьте немного сыра и наложите его очень толстым слоем на хлеб, и поставьте его в жестяную печь перед огнём, и он скоро поджарится и подрумянится. Подавать горячим.

Или сделать так. Хлеб поджарить и замочить в вине, поставить перед огнём, сыр нарезать очень тонкими ломтиками, натереть дно тарелки маслом, выложить сыр, влить две-три ложки белого вина, накрыть другой тарелкой, поставьте на жаровню с раскаленными углями на две или три минуты, затем перемешайте, пока она не будет готова и хорошо перемешана. Вы можете добавить немного горчицы; когда будет достаточно, положите её на хлеб, просто подрумяньте горячей лопаткой.
Если подается с яйцом сверху, получается кролик-самец (buck rabbit) или golden buck.
Валлийский кролик, смешанный с помидорами (или томатным супом), называется румяный кролик (blushing bunny).
Во Франции валлийский кролик популярен в регионах Нор — Па-де-Кале и Кот-д’Опаль.

## Название
Слово «rarebit» является искажением слова «rabbit»: «валлийский кролик» впервые упоминается в 1725 году, а «рэбит» — в 1781 году.
Первое зарегистрированное упоминание этого блюда было «валлийский кролик» в 1725 году в английском контексте, но происхождение термина неизвестно. Вероятно, это было сделано для того, чтобы пошутить.
«Валлийский», вероятно, использовался как уничижительный дисфемизм, означающий «что-либо нестандартное или вульгарное», и предполагающий, что «только такие бедные и глупые люди, как валлийцы, будут есть сыр и называть его кроликом», или что «валлийцы как самое близкое к кролику, могли себе позволить лишь расплавленный сыр на тосте». Или это может просто намекать на «скромную диету горных валлийцев». Другими примерами таких шутливых названий продуктов питания являются «валлийская икра» (laverbread, блюдо из водорослей); «эссексский лев» (Essex lion, телёнок); «норфолкский каплун» (копчёная рыба); «ирландский абрикос» (картофель); Устрицы Скалистых гор (бычьи яички); и «шотландский вальдшнеп» (омлет и анчоусы на тосте).
Блюдо могло быть приписано валлийцам, потому что они любили жареный сыр: «Я валлиец, я люблю коуз боби, хороший жареный сыр». (1542) «Cause boby» (на валлийском языке caws pobi) — это «запечённый сыр», но неясно, связан ли он с валлийским кроликом.
В «Поваренной книге» Бетти Крокер (Betty Crocker’s Cookbook, 1921) утверждается, что валлийским крестьянам не разрешалось есть кроликов, пойманных на охоте в поместьях знати, поэтому в качестве заменителя они использовали расплавленный сыр.
Представление о том, что поджаренный сыр был излюбленным блюдом валлийцев, перед которым им невозможно устоять, существовало со времён Средневековья. В «AC Merie Talys» («100 веселых сказок»), печатном сборнике анекдотов 1526 г. н. э. (которым частично воспользовался Уильям Шекспир), говорится, что Бог устал от всех валлийцев на небесах, которые беспокоили всех остальных, и попросил привратника Небесных ворот, святого Петра, что-нибудь с этим сделать. Святой Пётр вышел за ворота и крикнул громким голосом: «Жареный сыр (Cause bobe)!», на что выбежали все валлийцы, и когда святой Пётр увидел, что они все снаружи, он вошел и запер ворота, вот почему на небе нет валлийцев. Составитель 1526 года говорит, что он нашёл этот рассказ «Wryten amonge olde gestys».